# Bruzio

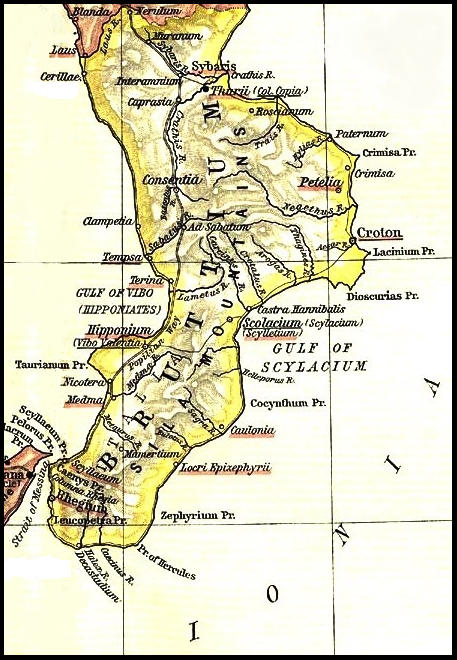
Il Bruttium romano nello Historical Atlas di William Robert Shepherd (1911)

Il toponimo Bruzio indicava in antico l'estrema punta meridionale dell'odierna Calabria. Il nome deriva dagli antichi abitatori di questa parte d'Italia, i Bruzi (in latino Bruttii). In epoca augustea, il Bruzio formava insieme alla Lucania, la Regio III Lucania et Bruttii. Il confine con la Lucania era segnato ad ovest dal fiume Laino e ad est dal fiume Crati.
Il coronimo Bruttĭum, da cui deriva quello italiano, Bruzio, sebbene largamente in uso nella letteratura scientifica, è sconosciuto alle fonti classiche, che ricorrevano all'etnico Bruttii, '[territorio] dei Bruzi'.
Il mutamento del nome dell'area in "Calabria" sopravvenne con la costituzione del Ducato di Calabria: dopo l'occupazione di buona parte della provincia di Apulia et Calabria (coincidente all'incirca con l'attuale regione Puglia, con il toponimo Calabria a indicare grosso modo il territorio dell'attuale Salento) da parte del longobardo Romualdo I di Benevento, ai Bizantini non restò che la parte centro-meridionale della terra dei Bruttiii. Da tali terre, i Greci costituirono un Tema di Calabria, includendovi ciò che del Bruzio restava loro (sottratto al controllo del Tema di Sicilia) e alcuni centri costieri fino a Gaeta, ma anche Gallipoli ed Otranto.
Nella prima metà del VII secolo, e dal 650 nei documenti bizantini, la regione era indicata come Bruttium o Brettia nelle aree a nord sotto il controllo diretto dei Longobardi, mentre la parte meridionale, sotto il controllo degli imperatori romei, era indicata come "Calabria", in quanto unita alla parte del territorio salentino sotto il loro controllo e così denominata. Quando l'Impero romano d'Oriente perse anche il Salento, il Ducato di Calabria restò ad indicare la sola parte delle terra dei Bretti rimasta in loro possesso.
Il toponimo di "terra dei Bruzi" fu ancora in uso fino a circa la metà dell'VIII secolo.
Successivamente, intorno all'885, le truppe del generale Niceforo Foca riconquistarono per l'imperatore Basilio I il Macedone l'intero territorio regionale, scacciando sia i Saraceni che i Longobardi, cosicché il Ducato di Calabria andò ad indicare l'antica terra dei Bruttii. La denominazione di "Calabria" andò così definitivamente a sostituire quella di "terra dei Bruzi".